# Овчар Антон Степанович
Антон Степанович Овчар (нар. 26 листопада 1942, Жовтень) — український столяр-червонодеревник.

## Життєпис
Народився 26 листопада 1942 року в селищі міського типу Жовтні (тепер Єзупіль Тисменицького району Івано-Франківської області). Отримав середню освіту, закінчив професійно-технічне училище.
З 1961 року — столяр Прикарпатського меблевого комбінату. З лютого по грудень 1980 року працював на будівництві Івано-Франківського музично-драматичного театру, де виконав значний обсяг робіт з облицювання порталу сцени, балкона, стін залу для глядачів, кулуарів і фоє. Оздоблення здійснював у техніці гуцульського народного різьблення по дереву. Вніс чимало пропозицій щодо удосконалення конструкцій окремих вузлів, що сприяло скороченню трудових затрат, підвищенню міцності і надійності конструкцій, поліпшенню естетичного вигляду.
Лауреат Державної премії УРСР імені Т. Г. Шевченка (за 1982 рік; разом з С. П. Сліпцем, Д. Г. Сосновим (архітекторами), В. О. Шевчуком (столяром-червонодеревником), В. М. Лукашком (різьбярем) — авторами художньо-декоративного оформлення театруру, Л. Г. Сандлером (інженером, автором проекту театру), В. М. Вільшуком (скульптором) за використання мотивів народної творчості при створені приміщення музично-драматичного театру імені І. Я. Франка в Івано-Франківську).